# Családi cserebere
A Családi cserebere (eredeti cím: Family Switch) 2023-as amerikai filmvígjáték, amelyet Adam Sztykiel és Victoria Strouse forgatókönyvéből McG rendezett. A főbb szerepekben Jennifer Garner és Ed Helms látható. A film Amy Krouse Rosenthal 2010-ben megjelent "Bedtime for Mommy" című gyermekkönyvén alapul.
2023. november 30-án mutatta be a Netflix. Általánosságban negatív kritikákat kapott.

## Cselekmény
A Los Angelesben élő Walker család – a dolgozó házaspár Jess és Bill, valamint három gyermekük, CC, Wyatt és Miles – megosztott család: a szülők és a gyerekek rendszeresen egymásnak feszülnek, elsősorban az élethez való hozzáállásuk miatt. Karácsony közeledtével a társaságkedvelő szülők hiába próbálják rávenni az érzelmileg egymástól távol álló gyerekeket, hogy több időt töltsenek együtt, mint külön-külön. Egy kirándulás során a Griffith Csillagvizsgálóba, hogy szemtanúi legyenek egy ritka bolygóegyüttállásnak, a család közötti szakadékok kirobbanása – Jess és CC, Bill és Wyatt egyszerre kívánják egymásnak, hogy próbáljanak meg ők lenni a bensőségesebb megértés érdekében. Miközben megkérnek egy asztrológust, Angelicát, hogy készítsen egy családi képet, vakító villanás rázza meg a csillagvizsgálót; a közelharcban a család véletlenül megrongálja a távcsövet.
Másnap reggel a család arra ébred, hogy lelkileg elszakadtak egymástól: Jess és CC a másik testében találja magát, akárcsak Bill és Wyatt, közös rémületükre. A mocsár feloldására a család a tudatlan szomszédot, Rolfot alkalmazza, hogy vigyázzon a kisgyermek Milesre és a család kutyájára, Picklesre, akiket szintén kicseréltek. A csillagvizsgálóban a családnak sikerül megvesztegetnie a személyzetet, hogy felgyorsítsák a távcső javítását azzal a céllal, hogy a bolygóegyenesedés végére visszaváltozzanak.
A család kísérletei, hogy egymás testében folytassák a megszokott életüket, katasztrófába torkollnak: "Jess" (CC) megpróbál prezentációt tartani egy fontos ügyfélnek az édesanyja nevében, amit tönkretesz, amikor sietve elfogyasztja a jégkrémet, ami felrúgja az édesanyja laktózérzékenységét, és emiatt a megbeszélés alatt bőségesen fingani kezd, míg "CC" (Jess) szándékosan veszélyezteti a lánya fontos focimeccsét, hogy segítsen egy sérült ellenfelén, aminek szemtanúja lesz egy jelenlévő országos toborzó; "Wyatt" (Bill) közömbös viselkedésével elszúrja fia Yale ösztöndíjért folytatott interjúját, és "Bill" (Wyatt) az aznapi furcsa viselkedése ellenére meghívást kap a fia szerelme, Ariana által rendezett partira.
A család elkeseredve látja, hogy a távcsőből hiányzik egy speciálisan erre a célra készített lencse, amely kulcsfontosságú a működéséhez. Felismerve, hogy a következő igazítás csak 2162-ben lesz, "Bill" szívességet kér, hogy hamarabb beszerezze a lencsét. Négyszemközt "Bill" elárulja a parti meghívását "Wyatt"-nek, aki vonakodva vesz részt rajta "CC"-vel; végül elrontja a meghitt pillanatot Arianával, de kiáll fia zsarnokoskodójával szemben is. Eközben "Jess" és "Bill", akiket a tudatlan szomszédok csókolózásra kényszerítenek, beosonnak a partira, ahol négyüknek sikerül egy pillanatig élvezniük az együttlétet, ami akkor megy tönkre, amikor "Bill" megtudja, hogy "Wyatt" elutasítja Ariana-t.
A következő napon azonban a család megismeri, hogy milyen nehézségekkel kell szembenézniük egymásnak; "Jess" felfedezi, hogy édesanyja milyen áldozatokat hozott a munkahelyén lánya focista karrierje miatt, míg "CC" felfedezi lánya focin kívüli tanulmányi őszinteségét; "Bill" felfedezi, hogy apja feláldozta lehetséges zenei karrierjét, hogy szülő lehessen. Elfogadva, hogy egyéni életcéljaik a "váltás" miatt elveszhetnek, a család elhatározza, hogy ettől függetlenül együtt maradnak. Összefognak, hogy együtt énekeljenek Billék zenei koncertjén, amelyen Jess ügyfelei is részt vesznek. A műsor sikeres, és "Jess" előléptetést kap. "Bill" végre megkapja a döntő fontosságú távcsőlencsét, és a család Angelica segítségével elrohan a csillagvizsgálóba. Időben odaérnek, de "Bill" véletlenül megcsúszik, és közben tönkreteszi a lencsét. Azonban felfedezik, hogy "Miles" a csere előtt zsebre tette az eredeti lencsét; használják, de semmi sem történik.
Másnap reggel a család felfedezi, hogy visszatértek eredeti testükbe. Wyatt rendbe hozza a kapcsolatát Arianával, és megosztja vele az első csókot, CC pedig második esélyt kap a nemzeti futballpróbán a toborzótól, aki csodálta a játékban tanúsított sportszerűségét. Angelica végignézi az újraegyesült családot, és boldog karácsonyt kíván nekik, mielőtt elhajt.

## Szereplők
| Szerep       | Színész               | Magyar hang         |
| ------------ | --------------------- | ------------------- |
| Jess Walker  | Jennifer Garner       | Kisfalvi Krisztina  |
| Bill Walker  | Ed Helms              | Forgács Péter       |
| CC Walker    | Emma Myers            | Károlyi Lili        |
| Wyatt Walker | Brady Noon            | Tóth Csanád         |
| Angelica     | Rita Moreno           | Pálos Zsuzsa        |
| Rolf         | Matthias Schweighöfer | Markovics Tamás     |
| Ariana       | Vanessa Carrasco      | Kobela Kíra         |
| Hunter Drew  | Cyrus Arnold          |                     |
| Kara         | Ilia Isorelýs Paulino | Kokas Piroska       |
| Ava          | Jordan Leftwich       |                     |
| Carrie       | Xosha Roquemore       | Bérces Gabriella    |
| Molson       | Bashir Salahuddin     | Törköly Levente     |
| Steven       | Paul Scheer           |                     |
| Simone       | Helen Hong            |                     |
| Kim edző     | Fortune Feimster      | Tóth Szilvia Andrea |
| Hanes        | Ned Bellamy           | Jakab Csaba         |

### Magyar változat
- Magyar szöveg: Szemere Laura
- Hangmérnök és vágó: Takács György
- Felvevő hangmérnök: Gombár Bendegúz
- Gyártásvezető: Farkas Márta
- Szinkronrendező: Kertész Andrea
- Produkciós vezető: Fekete Márk

A szinkront a Direct Dub Studios készítette el.

## A film készítése
2021 februárjában jelentették be, hogy Jennifer Garner lesz a film főszereplője, amely akkor a Family Leave címet viselte. 2022 novemberére kiderült, hogy Ed Helms lesz a másik főszereplő, a rendező pedig McG. 2022 decemberében Emma Myers és Brady Noon kapta meg Garner és Helms karaktereinek gyermekeinek szerepét.
A forgatásra 2023 februárjában került sor Los Angelesben, az operatőr Marc Spicer volt.